# Georg Lührig

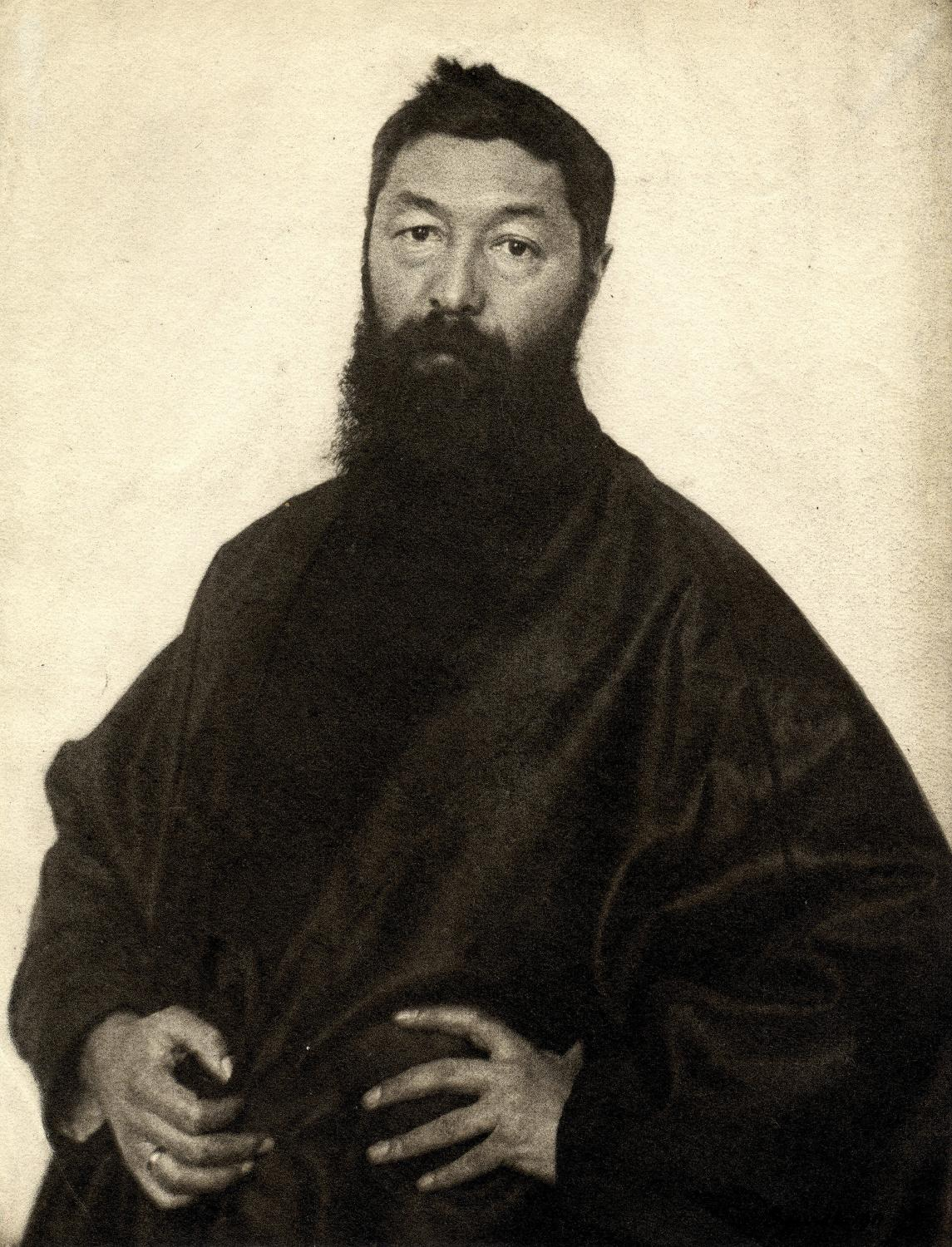
Hugo Erfurth: Georg Lührig, 1911, Sammlung Jack Daulton, USA

Heinrich Friedrich Georg Lührig (* 26. Januar 1868 in Göttingen; † 21. März 1957 in Lichtenstein) war ein deutscher Maler und Grafiker.

## Leben
Georg Lührig war Sohn eines Fotografen. Er besuchte das Gymnasium in Göttingen, absolvierte eine Lithografenlehre und studierte anschließend von 1885 bis 1890 an der Akademie der Bildenden Künste in München u. a. bei Karl Raupp, Ludwig von Löfftz und Johann Caspar Herterich.
Nach dem Studium in München kehrte Lührig nach Göttingen zurück und schuf seine „Totentanz-Bilder“, die 1892 in der III. Internationalen Ausstellung von Aquarellen in Dresden Aufsehen erregten. 1894 zog er nach Dresden, wo er sich intensiv mit der Lithografie beschäftigte. Er gilt als einer der Erneuerer dieses Metiers in Deutschland. 1898 erschien in der Zeitschrift „Die graphischen Künste“ ein umfangreicher Artikel zu seinem Schaffen. Lührig war Mitglied im Verein bildender Künstler Dresden, der ersten Dresdner Sezessionsbewegung. Auf Lührigs Anregung erschienen die „Vierteljahrs-Hefte des Vereins Bildender Künstler Dresdens“.
Als Zusatzverdienst erteilte Georg Lührig privaten Unterricht für Kunstschülerinnen. Frauen blieb der Zugang zum offiziellen Studium an der Königlichen Kunstgewerbeschule in Dresden bis 1907 verwehrt. In diesem Rahmen lernte er die Prinzessin Lucie von Schönburg-Waldenburg (1859–1903) kennen, deren Familie er jahrzehntelang verbunden blieb. Sie lud ihn gemeinsam mit seiner Frau Else, geborene Franke, im Sommer 1897 als Zeichenlehrer für ihre Kinder nach Rumänien ein.
Es folgte ein zweijähriger Aufenthalt in Rumänien von 1898 bis 1900. Lührig ließ sich in Hemeiuș in der Nähe des Schlosses Fântânele seiner Gönnerin im Kreis Bacău nieder. In dieser Zeit wurden Lührigs Kinder Samfira (1898) und Ferdinand (1900) geboren. Bis 1914 und nach dem Ersten Weltkrieg in den 20er-Jahren folgten zahlreiche weitere Aufenthalte in Rumänien. In Rumänien entstanden einige seiner Hauptwerke wie Ein Pelikan sowie Alter und Jugend (heute im Besitz der Dresdener Galerie Neue Meister), Die beiden Alten (Staatliche Kunstsammlungen Dessau) und Flora (Städtische Galerie Dresden).
Von 1908 bis 1912 arbeitete Lührig an den Fresken Der Tag und Die Nacht als Wandgemälde für das Treppenhaus im Königlichen Kultusministerium Dresden, dem heutigen Sitz der Sächsischen Staatskanzlei, die 1945 bei den Luftangriffen auf Dresden völlig zerstört werden. Zu Beginn der 30er-Jahre arbeitete er an dem Wandgemälde Feuer, Wasser, Erde, Luft und der Mensch als ihr Herr in der Dreikönigsschule Dresden. Dieses Wandgemälde ist ebenfalls nicht mehr erhalten. 1915 und 1916 war Lührig als Kriegsmaler in der Champagne und 1917 in Syrien im Einsatz.
Von 1910 bis 1916 war er als Lehrer an der Kunstgewerbeschule Dresden tätig. 1913 wurde er zum Professor ernannt. 1916 wurde Lührig Lehrer an der Kunstakademie in Dresden. Zu seinen Schülern gehörten u. a. Willy Wolff. Kurt Wehlte, Heinrich Burkhardt, Paul Sinkwitz, Georg Siebert, Curt Querner, Gerhard Augst und Rolf Huhn. 1932 bis 1933 war er Rektor der Dresdner Kunstakademie. 1934 schied er aus dem Akademiebetrieb aus. 
Bis ins Frühjahr 1940 lebte Lührig als Emeritus in Dresden und übersiedelte dann nach Lichtenstein, wo er im Südflügel des Schlosses Lichtenstein von Fürst Günther von Schönburg-Waldenburg wohnte, der ihm im Park ein Atelier einrichten ließ. Nach dem Zweiten Weltkrieg erlebte Georg Lührig ökonomisch schwierige Jahre. Versuche, Lichtenstein zu verlassen, scheiterten. 1948 starb seine Frau. 1950 übersiedelte er in eine Wohnung in Lichtenstein.
Lührig war Mitglied im Deutschen Künstlerbund, im Verein bildender Künstler (Sezession), später in der Dresdner Kunstgenossenschaft, 1910 in der Künstlergruppe Grün-Weiß, in der Dresdner Künstlergruppe 1913 und beteiligte sich an der Künstlergruppe Neue Gruppe 1925. Die Neue Gruppe 1925 war mit einer eigenen Abteilung an der von der Dresdner Kunstgenossenschaft organisierten Kunstausstellung Dresden 1925 vertreten, an der sich auch die Dresdner Sezession beteiligte. In der Zeit des Nationalsozialismus war Lührig obligatorisch Mitglied der Reichskammer der bildenden Künste. Er hatte jedoch kaum Ausstellungen.

## Ausstellungen (Auswahl)
- 1891: Internationale Kunst-Ausstellung Berlin, gezeigt: Märzstimmung an einer Landstrasse und vier Aquarellstudien.
- 1891: Münchener Jahresausstellung, gezeigt: Heimkehrende Arbeiter, Öl.
- 1892: III. Internationale Ausstellung von Aquarellen, Pastellen, Handzeichnungen und Radierungen zu Dresden, gezeigt: 5 Kreidekartons aus dem Zyklus zum Totentanz.
- 1893: Neumann’sche Hofkunsthandlung zu München, gezeigt im März: gesamter Zyklus mit 12 Kreidekartons zum Totentanz.
- 1893: Lichtenberg’s Dresdner Salon, gezeigt im Mai: gesamter Zyklus mit 12 Kreidekartons zum Totentanz.
- 1894: Akademische Kunstausstellung zu Dresden, gezeigt: Märzstimmung an einer Landstrasse (III.), Öl. Frühlingsmythus, nach Motiven der Edda (als grosse Gobelins gedacht; Cyklus), Öl (Ausstellungsnummern 263–266).
- 1895: Akademische Kunstausstellung zu Dresden. gezeigt: Landschaft (Bad), Öl. Nackt!, Öl.
- 1896: Internationale Kunst-Ausstellung Berlin, gezeigt: Steinbruch, Aquarell. Badende Amazonen, farbiger Steindruck. Föhrengruppe auf einem Hügel, farbiger Steindruck.
- 1897: Internationale Kunstausstellung Dresden, gezeigt: Steinklopfer, Öl. Hügel mit blühendem Schlehdorn, Aquarell. Brustbild seiner Frau, farb. Lithographie. Holunderstrauch, farb. Lithographie. Kiefern im Winter, farb. Lithographie.
- 1897: Münchener Jahresausstellung
- 1899: Dresdner Deutsche Kunstausstellung, gezeigt: Landschaft, Öl. Drei Mädchen, Öl. Bildnisstudie, Federzeichnung. Kopf einer Zigeunerin, Federzeichnung. Bäumengang, Lithographie. Mappe: Der arme Lazarus, Lithographien.
- 1901: Internationale Kunstausstellung Dresden
- 1902: Deutsch-Nationale Kunstausstellung zu Düsseldorf
- 1903: Sächsische Kunstausstellung Dresden
- 1904: Große Kunstausstellung Dresden
- 1905: „Zweite Ausstellung von Handzeichnungen Deutscher Künstler“, Galerie Arnold in Dresden
- 1906: „Eröffnungsausstellung der Galerie Ernst Arnold“ (an der Schloßstrasse 34), Dresden
- 1910: Ausstellung der Gruppe Grün-Weiß in Dresden, gezeigt: Abend in Assuan I und II. In der Wüste. Partie in Luqsor. Haus in Luqsor. Blick vom Ramesseum I und II. Mokattamhöhe bei Kairo. Alte Moschee bei Kairo. Zigeunermädchen. Gruppe: Mann und Weib (Skizze für Fresko). Kopf eines Weibes (Skizze für Fresko). Ausdrucksstudie. Schlafende. Bildnisskizze (Baronin v. K.).
- 1911: Große Kunstausstellung Düsseldorf
- 1912: „Handzeichnungen und Aquarelle alter und moderner Meister“, Galerie Arnold, Dresden
- 1913: Große Berliner Kunstausstellung
- 1913: „Dresdner Künstler Gruppe 1913“, Galerie Arnold, Dresden
- 1915: Sonderausstellung „Georg Lührig“, Galerie Arnold, Dresden
- 1916: „Bilder von der Front in der Champagne“, schwarze und farbige Handzeichnungen, April–Mai 1916, Leipziger Kunstverein
- 1917: Sächsischer Kunstverein in Dresden
- 1925: Neue Gruppe 1925 an der Kunstausstellung der Dresdner Kunstgenossenschaft, gezeigt: Alte Silberpappel. Großer Wiesenblumenstrauß. Bauerngruppe. Früchtezweige von Magnolien. Melonen und Paprika. Maiskolben. Waldbach. Rasenstück. Moospolster. Äpfel und Laub des wilden Weins. Eier und Krug.
- 1925: Große Berliner Kunstausstellung
- 1929: Sonderausstellung „Georg Lührig“ im Sächsischen Kunstverein anlässlich seines 60. Geburtstags
- 1932: „Sächsische Kunst in Handzeichnungen und Aquarellen“, Stadtmuseum Dresden und Bad Elster
- 1934: Sächsischer Kunstverein
- 1938: Dresden, Sächsischer Kunstverein, u. a. mit Hans Schultze-Görlitz
- 1938: Sonderausstellung Georg Lührig und Nachlaßausstellung Ferdinand Brütt, Leipziger Kunstverein
- 1948: „150 Jahre soziale Strömungen in der bildenden Kunst“, Stadthalle am Nordplatz, Dresden
- 1956: „Der graphische Zyklus. Von Max Klinger bis zur Gegenwart. Ein Beitrag zur Entwicklung der deutschen Graphik von 1880 bis 1955.“ Deutsche Akademie der Künste Berlin
- 1963: „Sozialistische Gegenwartskunst und proletarisch-revolutionäre Kunst des 20. Jahrhunderts“, Staatliche Kunstsammlungen Dresden, Gemäldegalerie Neue Meister
- 1965: „Deutsche Graphik zwischen 1871 und 1914“, Staatliches Lindenau-Museum, Altenburg
- 1966: „Deutsche Kunst 19./20. Jahrhundert“, Staatliche Museen zu Berlin, Altes Museum, Nationalgalerie
- 1966: „Neuerwerbungen der Städtischen Kunstsammlung Freital“, Haus der Heimat, Freital
- 1966: „Aufbruch und Sieg. Die deutsche Arbeiterklasse in der Darstellung der bildenden Kunst 1890/1965.“, Marstall, Potsdam
- 1967: „Käthe Kollwitz und ihre Zeitgenossen. Ausstellung zum 100. Geburtstag von Käthe Kollwitz“, Zentrales Haus der Deutsch-Sowjetischen Freundschaft, Berlin
- 1968: „Vor 50 Jahren. Erster Weltkrieg, Novemberrevolution, Nachkriegszeit. Druckgraphik und Zeichnungen deutscher Künstler 1914–1924“, Staatliche Museen zu Berlin, Kupferstichkabinett
- 1980: „Dreißig Jahre Kunstsammlung der Akademie der Künste der DDR“, Akademie der Künste der Deutschen Demokratischen Republik
- 1981: „Dresdner Grafik von der Brücke bis zur Gegenwart“, Staatliches Lindenau-Museum, Altenburg
- 1989: „Kunst – Akademie – Dresden. Malerei, Grafik, Plastik von Lehrern und Schülern im 20. Jahrhundert“, Hochschule für Bildende Künste Dresden